# Antoniew (Sochaczew)
Pour les articles homonymes, voir Antoniew.
Antoniew [anˈtɔɲef] est un village polonais de la gmina de Sochaczew dans le powiat de Sochaczew et dans la voïvodie de Mazovie.
Il est situé approximativement à 6 kilomètres au nord-ouest de Sochaczew et à 57 kilomètres à l'ouest de Varsovie.